# Al-Qàssim ibn Ibrahim ar-Rassí
Al-Qàssim ibn Ibrahim ibn Ismaïl ibn Ibrahim ibn al-Hàssan ibn al-Hàssan ibn Alí ibn Abi-Tàlib ar-Rassí (àrab: القاسم بن ابراهيم بن اسماعيل بن ابراهيم بن الحسن بن الحسن بن علي بن أبي طالب الرسي, al-Qāsim b. Ibrāhīm b. Ismāʿīl b. Ibrāhīm b. al-Ḥasan b. al-Ḥasan b. ʿAlī b. Abī Ṭālib ar-Rassī), més conegut senzillament com al-Qàssim ibn Ibrahim ar-Rassí (785 - 860), fou imam zaydita, fundador de l'escola teològica i jurídica rassita. Es va criar a Medina. Abans del 815 va anar a Egipte, potser enviat pel seu germà Muhàmmad ibn Ibrahim que aleshores era reconegut imam dels zaydites a Kufa. El 826 va tornar a Medina i va comprar una propietat a ar-Rass. Fou mestre dels zaydites i potser reconegut com a imam, però no consta que mai intentés una revolució. Els seus ensenyaments van marcar les característiques zaydites i es van difondre pel Tabaristan i el Iemen.